# Haarlineal

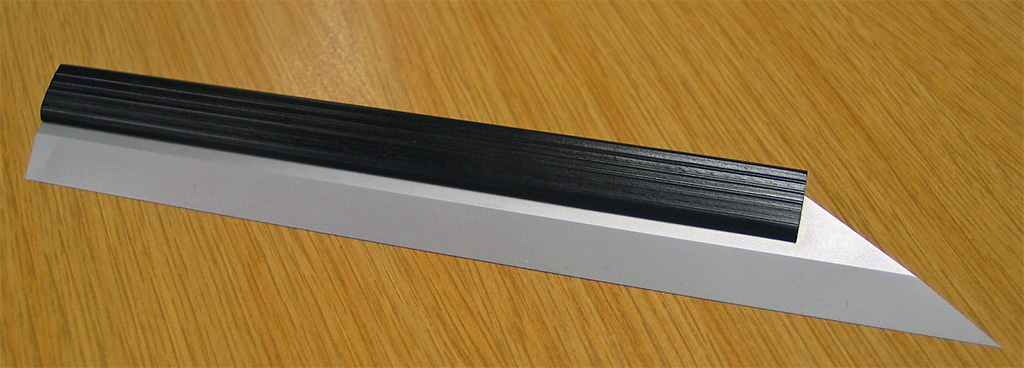
Haarlineal

Haarlineale und Haarwinkel sind Lehren der Metallbearbeitung aus gehärtetem Stahl. Sie dienen zur Überprüfung  von Flächen auf Ebenheit (Planheit) und Geradheit.  Der Haarwinkel dient auch zum Prüfen der Rechtwinkligkeit.
Die Form ist prinzipiell ein gerades Lineal (Haarlineal) bzw. ein rechter Winkel jeweils mit einer definierten Messkante. Die Messkante ist im Querschnitt nicht flächig, sondern wie eine Schneide spitz zulaufend geschliffen, feinst geläppt und blendfrei mattiert oder brüniert, um Spiegelungen zu vermeiden. Zur Erhaltung der Formgenauigkeit auch unter schlechten Bedingungen ist die Messkante mit einem kleinen Radius versehen.

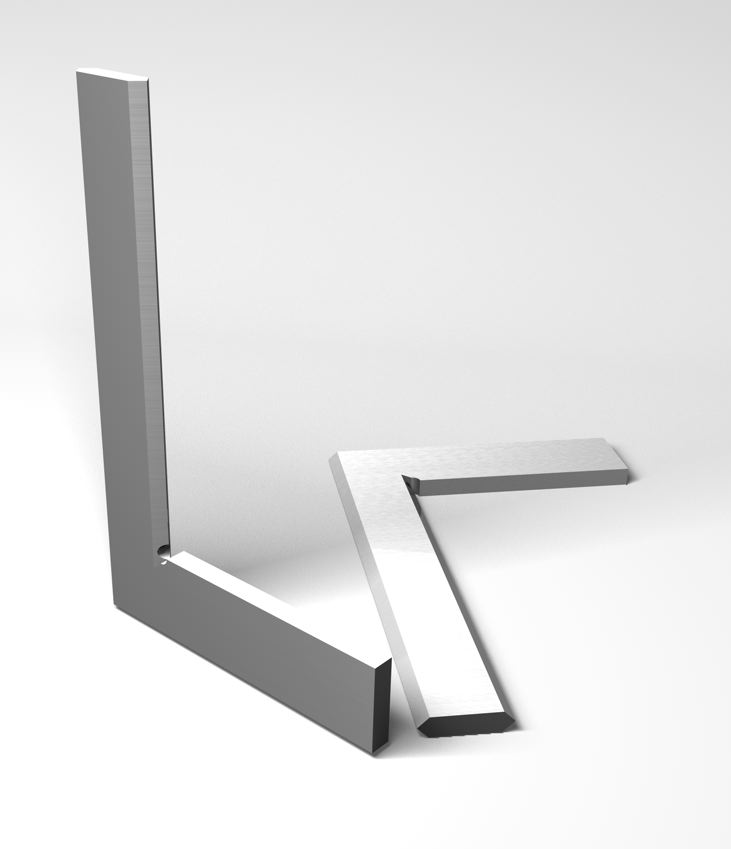
Haarwinkel

## Anwendung

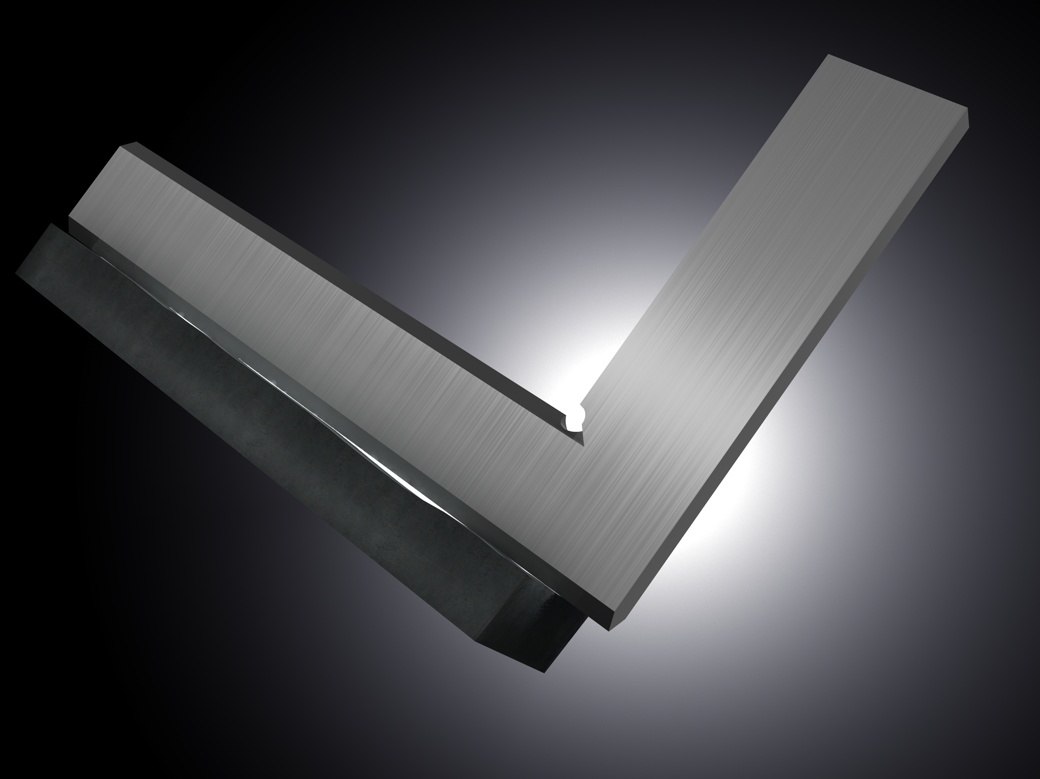
Deutlich erkennbar ist das zwischen Haarwinkel und Auflage durchdringende Licht

Geprüft wird nach dem Lichtspaltverfahren. Das Instrument wird mit der Messkante auf die zu prüfende Fläche aufgesetzt. Im Gegenlicht ist am Lichtspalt zu erkennen, ob die Fläche gerade oder uneben ist. Bei guter Beleuchtung sind Abweichungen ab 0,002 Millimeter, zwei Tausendstel Millimeter, zu erkennen. 

## Namensgebung
Mit dem Haarlineal sollen „Haar“-feine Abweichungen intuitiv erkannt werden. Ein menschliches Haar ist hingegen viel gröber und hat einen Durchmesser von 0,04 mm bis 0,12 mm. Das Haarlineal ist also um Faktor 20 bis Faktor 60 genauer.